# Мудіф

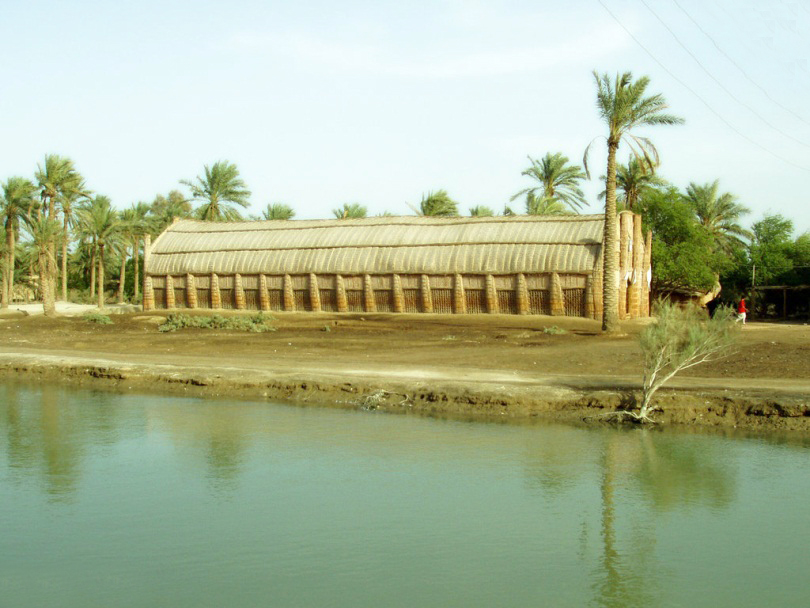
Мудіф у Несері

Мудіф  ( араб. المضيف al-muḍīf ) — традиційний очеретяний будинок у народу мадан (також відомим як болотні араби) на болотах південного Іраку. У традиційному маданському способі життя будинки будуються з очерету з боліт. Мудіф — це великий обрядовий будинок, який утримує місцевий шейх, для  гостей або як місце збору для весілля, похорону тощо.

## Опис
Мудіфи були одним із традиційних типів споруд, побудованих арабами на болотах на півдні Іраку протягом щонайменше 5000 років. В Уруку було виявлено різьблене підвищення типового мудіфу, датованого приблизно 3300 роками до нашої ери, яке зараз знаходиться в Британському музеї.
Мудіф використовується сільським шейхом як гостьовий будинок. Інші типи очеретяного житла, такі як раба (з входами на обох кінцях, що використовується як сімейне житло) або байт (однокімнатне житло), як правило, менші за мудіф.
Кожен сільський шейх мав мудіф, який міг вмістити не менше десяти осіб. Кількість арок, які використовуються в мудіфі, залежить від племені і родини. Іноді мудіф прикрашали додатковими пучками очерету, складеними в декоративні візерунки, розміщеними на фасаді, щоб служити ідентифікатором племені. Вхід у мудіф завжди звернений до Мекки.
Англійська письменниця Гертруда Белл описала мудіф у листі до свого батька.

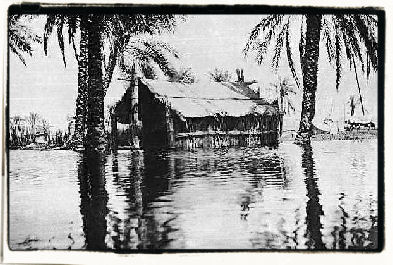
Мудіф, фотографія Гертруди Белл, 1918 або 1920.
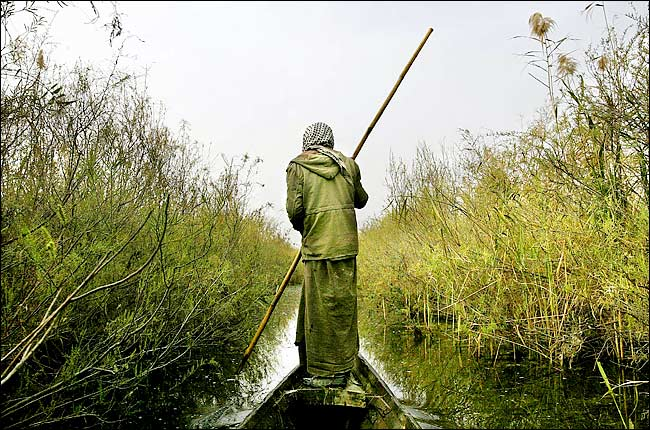
Болотний араб серед очерету, який використовується для будівництва
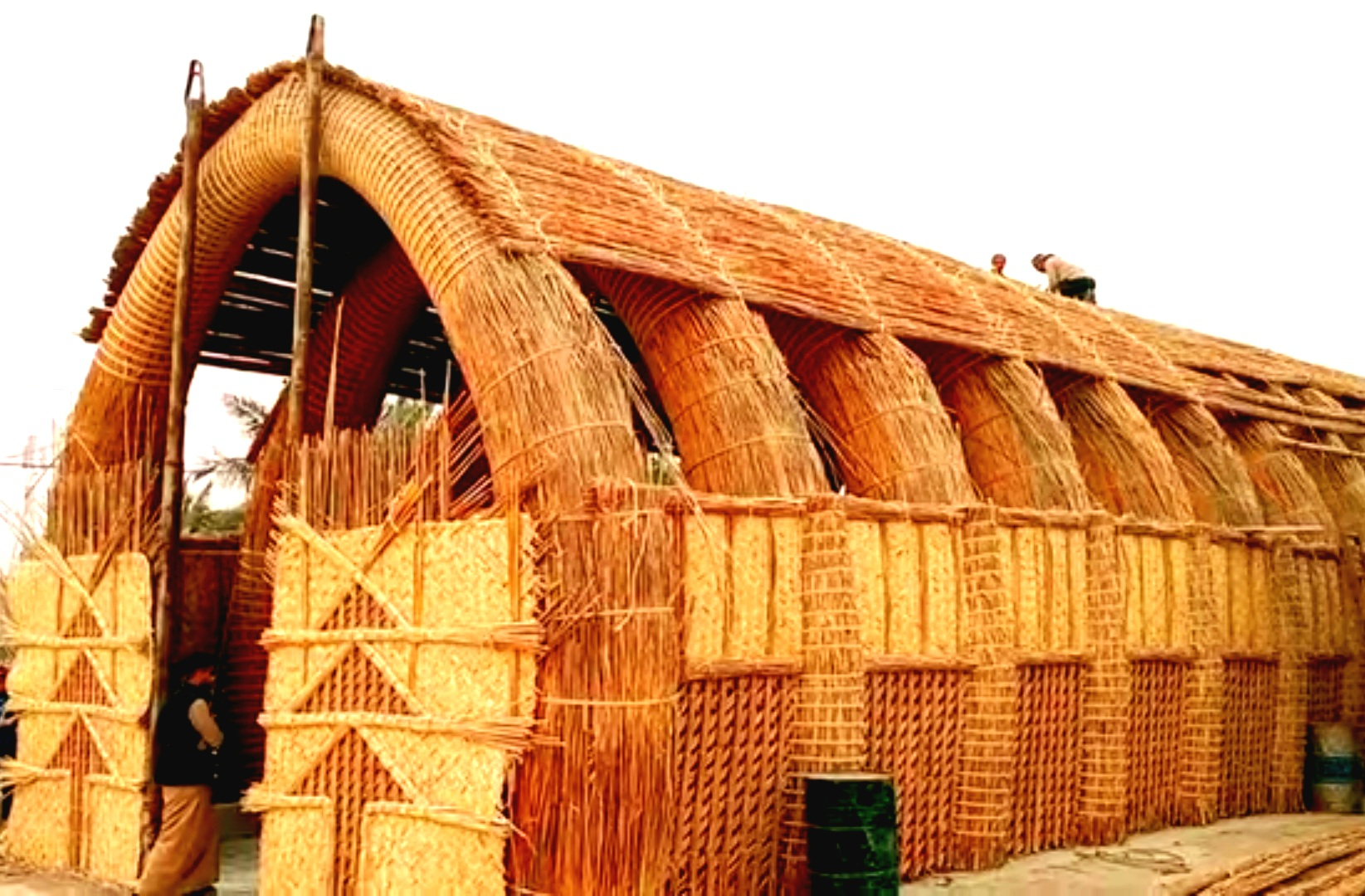
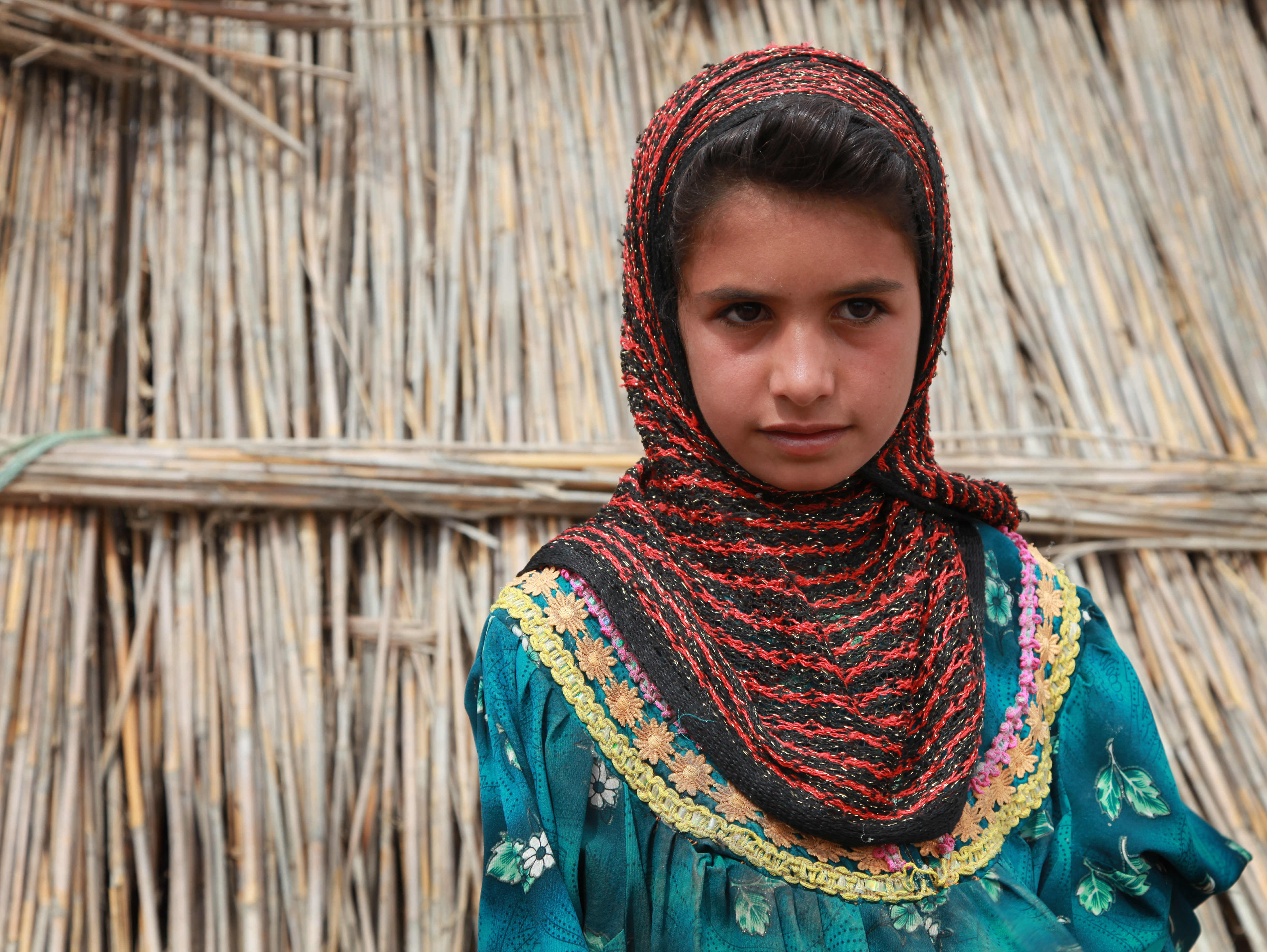
Арабська дівчина з Аль-Кутри, Ірак, стоїть перед очеретяним житлом
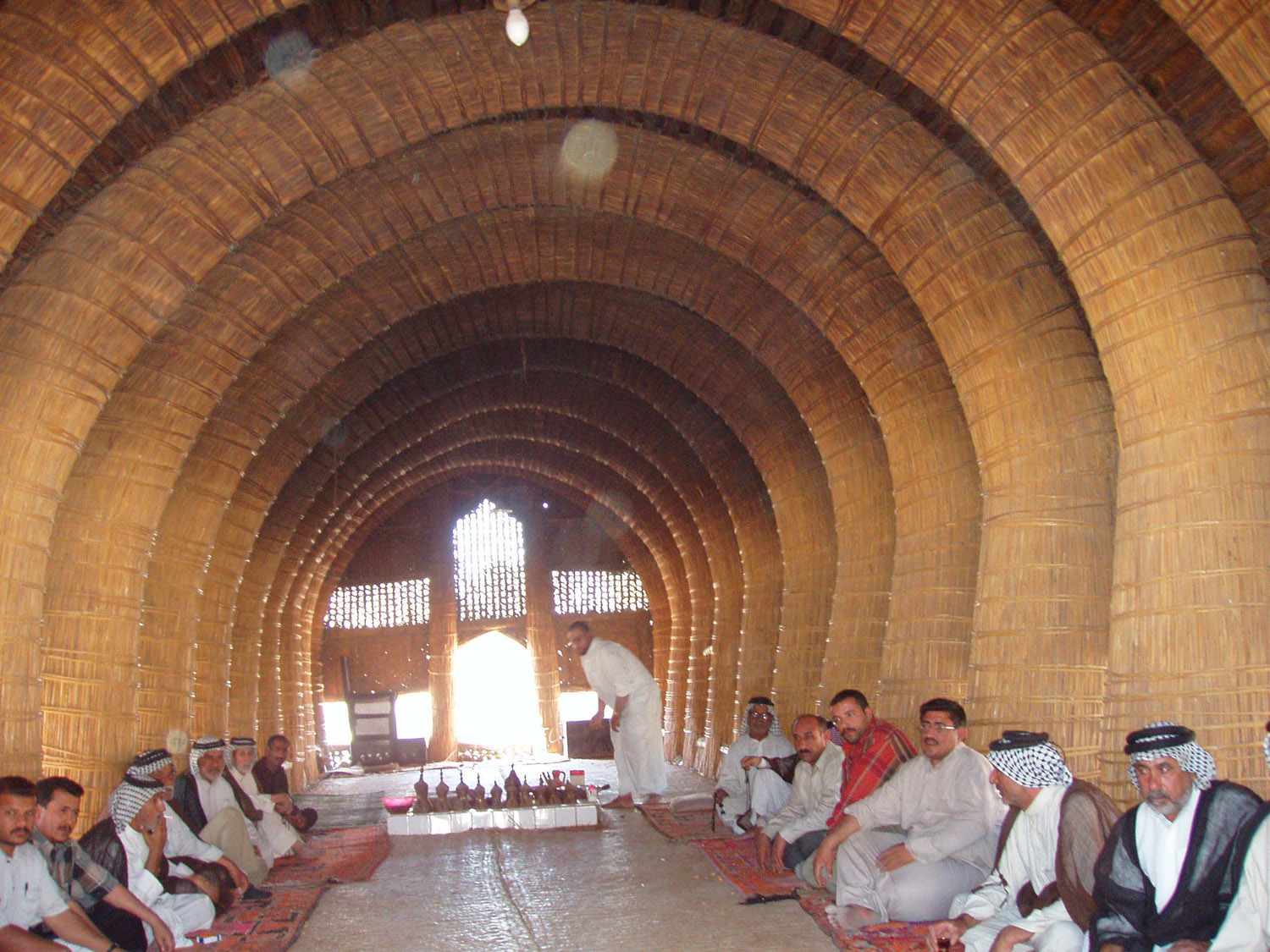
Інтер'єр іракського мудіфу
На купюрі в 50000 іракських динарів

## Будівництво
При будівництві мудіфу очерет зв’язують і сплітають у товсті стовпчики; більші й товстіші очеретини зігнуті впоперек і зв’язані, щоб утворити параболічні арки, які складають хребет будівлі. Ці арки зміцнюються попереднім напруженням колон, оскільки спочатку вони вставляють у ґрунт під протилежними кутами. Серія арок визначає форму будівлі. Довгі поперечні балки з більш дрібних пучків очерету прокладаються поперек арок і перев’язуються. Ткані килимки з очерету утворюють оболонку будівлі. Деякі килимки сплетені з перфорацією, як сітка, щоб забезпечити світло та вентиляцію.
Передня і задня стінки прикріплені до двох великих вертикальних колон з очерету, а також виготовлені з плетених килимків. Мудіф потрібно перебудовувати кожні десять років.

### Очерет як будівельний матеріал
Найпоширенішим типом очерету, який використовується для будівництва мудіфу, є іхдрі. Очерет має властивості, які роблять його ідеальним будівельним матеріалом - він має високу концентрацію кремнезему, що робить його водостійким, непривабливим для комах та інших шкідників, а також чудовим тепло- та звукоізоляційним матеріалом. Це недорогий матеріал, гнучкий і довговічний як будівельний матеріал, що заохочує до творчості.

## Використання
Мудіф використовується як гостьовий будинок або для урочистих випадків, і не може використовуватися для будь-яких інших цілей. Коли гість входить у мудіф, його або її зустріне сільський шейх, супроводжує до належного місця та запропонує напої, наприклад, високосолодку каву на ритуальній церемонії .

## Сучасний стан
У 1980-х роках на болотах проживало близько півмільйона арабів. Однак приблизно з 1993 року Саддам Хусейн почав осушувати болота, намагаючись знищити життя та культуру південних арабів. Після поразки Хусейна в 2003 році арабські громади почали розкопувати дамби, знову затопивши болота і відновивши свій традиційний спосіб життя.

## На купюрах
У 2015 році мудіф зобразили на 50000 іракських динарів.